# 傑克·庫利
傑克·萊恩·庫利（1991年4月4日—）為美國男子籃球運動員。曾效力於NBA犹他爵士、萨克拉门托国王。在大學期間他效力於聖母大學籃球隊。

## 外部連結
- 傑克·庫利在fiba.basketball（英语）
- 傑克·庫利在NBA官網（英语）
- 傑克·庫利在NBA G聯盟官網（英语）
- 傑克·庫利在西班牙篮球甲级联赛官網（球員）（西班牙语）
- 傑克·庫利在TBLStat.net（英语）
- 傑克·庫利在B.LEAGUE官網（日语）
- 傑克·庫利在Basketball-Reference.com（NBA）（英语）
- 傑克·庫利在Basketball-Reference.com（NBA G聯盟）（英语）
- 傑克·庫利在Basketball-Reference.com（國際）（英语）
- 傑克·庫利在Sports-Reference.com（NCAA）（英语）
- 傑克·庫利在Eurobasket.com（球員）（英语）
- 傑克·庫利在Proballers（英语）
- 傑克·庫利在RealGM（英语）
- 傑克·庫利在Flashscore（英语）